# Clovelly, Devon
Clovelly är en by och civil parish  i Clovelly, Torridge i Devon i England. Byn nämndes i Domedagsboken (Domesday Book) år 1086, och kallades då Clovelie/Cloveleia.